# Абилайхановський сільський округ
Абилайха́новський сільський округ (каз. Абылайхан ауылдық округі, рос. Абылайхановский сельский округ) — адміністративна одиниця у складі Бурабайського району Акмолинської області Казахстану. Адміністративний центр — село Кизилагаш.
Населення — 1886 осіб (2021; 2590 у 2009, 3022 у 1999, 3453 у 1989).
Станом на 1989 рік існували Зеленоборська сільська рада (села Баймбай, Дорофієвка, Озерне, селище Роз'їзд 20) та Фрунзенська сільська рада (села Кизилагаш, Мезгільсор, Новий Карабаур, Оразбулак, Старий Карабаур). 1993 року вони утворили Абилайхановський сільський округ. 2007 року ліквідовано села Баянбай, Жанкара та Старий Карабаур, 2011 року — село Мезгільсор.

## Склад
До складу округу входять такі населені пункти:
| Населений пункт         | Колишні назви  | Населення, осіб (1989) | Населення, осіб (1999) | Населення, осіб (2009) | Населення, осіб (2021) |
| ----------------------- | -------------- | ---------------------- | ---------------------- | ---------------------- | ---------------------- |
| Акилбай, село           | Дорофієвка     | 1096                   | 935                    | 972                    | 706                    |
| Баянбай, село           | Баймбай        | 37                     | 17                     | -                      | -                      |
| Карабауир, село         | Новий Карабаур | 228                    | 214                    | 231                    | 193                    |
| --Старий Карабаур, село | -              | 78                     | 45                     | -                      | 13                     |
| Кизилагаш, село         | -              | 1538                   | 1350                   | 1127                   | 783                    |
| --Мезгільсор, село      | -              | 169                    | 125                    | 35                     | 10                     |
| Озерне, село            | -              | 251                    | 277                    | 225                    | 271                    |
| --Жанкара               | Роз'їзд 20     | 46                     | 59                     | -                      | 10                     |
| Оразбулак, село         | -              | 10                     | -                      | -                      | -                      |